# 불설대보부모은중경 (보물 제920호)
불설대보부모은중경(佛說大報父母恩重經)은 서울특별시 ]]서대문구]]에 있는 조선시대의 불경이다. 1987년 7월 16일 대한민국의 보물 제920호로 지정되었다.

## 개요
불설대보부모은중경은 줄여서 ‘부모은중경’, ‘은중경’이라고 부르기도 하며, 부모의 소중한 은혜에 대한 부처님의 가르침을 얘기한 경전이다.
단종 2년(1454)에 평양 대성산 광법사에서 새긴 목판본으로, 크기는 세로 23.5cm, 가로 901.3cm이다. 처음에 종이를 이어붙여 두루마리 형식으로 만들었다가 병풍처럼 펼쳐서 볼 수 있는 형태로 바꿨다. 현재는 처음의 두루마리 형태으로 되어 있는데, 접혔던 부분은 마멸이 심하다.
본문에서는 부모의 10가지 소중한 은혜를 시처럼 엮어서 읊고, 그림으로 묘사하고 있다. 또 8가지 부모 은혜의 소중함을 글과 그림으로 설명하고, 부모의 은혜를 갚는 경우와 갚지 못하는 경우에 대한 장면을 그림으로 묘사하고 있다.
현존하는 조선시대 은중경 가운데 연대가 가장 빠른 것이며 판화가 고려본보다 더 정밀하게 묘사되었다.

## 참고 자료
- 불설대보부모은중경 - 국가유산청 국가유산포털